# Jovanka Broz
Jovanka Budisavljević Broz (Pećane, 7. prosinca 1924. − Beograd, 20. listopada 2013.) je bila jugoslavenska partizanka i žena bivšeg predsjednika SFRJ Josipa Broza Tita.

## Životopis
Jovanka Broz rođena je 7. prosinca 1924. u Pećanima, s Titom je bila u braku od 1952. godine do njegove smrti 1980. godine. Iz ugledne je ličke obitelji Budisavljević. Imala je čin potpukovnice JNA. 
Tijekom cijelog braka intrigama i zakulisnim igrama najbliži Titovi suradnici nastojali su razvrgnuti taj brak. Do poništenja braka nije im uspjelo doći, ali su uspjeli nekoliko godina prije njegove smrti ih razdvojiti. Na tome je radio Aleksandar Ranković uz pomoć Stane Dolanca. Nakon Titove smrti ostatak života provodi u jednom stanu u Beogradu u izolaciji, i pod budnim okom tajne policije.
Jovanka Broz preminula je 20. listopada 2013. u Beogradu u 89. godini.
Sahranjena je u jednoj od prostorija u Kući cvijeća u Beogradu 26. listopada 2013.

## Galerija
- Pogreb Jovanke Broz

## Vanjske poveznice
- Ilustrovana politika: "Stalno me lažu"
- Ilustrovana politika: "Nisam mogla mužu na grob da odem"